# Paraeuops hopplus
Paraeuops hopplus es una especie de coleóptero de la familia Attelabidae.

## Distribución geográfica
Habita en Australia.